# تسخیر ازو
تسخیر ازو (به ژاپنی: 蝦夷征討)، یا جنگ سی و هشت ساله،  به عملیاتی بر پایه سیستم سیاسی متمرکز سازی ژاپن باستان گفته می‌شود که در نتیجه آن سلطه پادشاهی یاماتو و جانشین آن دربار امپراتوری بر منطقه باستانی توهوکو که محل زندگی قوم امیشی (ازو) بود، گسترش یافت.

## زمینه

الگوی عقیده تیانشیا (تنکا) بر اساس این تصور، محل زندگی امپراتور و دست نشاندگانش «کِنای» (化内) و سرزمین خارج از آن منطقه که خارج از کنترل امپراتور بود، «کِگای» (化外) نامیده می‌شد.

دوره نارا زمانی بود که سیستم ریتسوریو (سیستمی که در آن کشور توسط قوانینی به نام ریتسو Ritsu و ری Rei اداره می‌شد) با مرکزیت امپراتور تأسیس شد. قدرت دربار امپراتوری در سراسر کشور گسترش یافت، اما گروهی به نام امیشی، «ازو» و «ابیسو» در قسمت شمالی منطقه باستانی توهوکو زندگی می‌کردند و مردم هایاتو که در قسمت جنوبی کیوشو زندگی می‌کردند، حاضر نشدند تحت کنترل دربار امپراتوری قرار گیرند. برای اینکه دربار امپراتوری بتواند «متمرکز سازی» (سیستمی که در آن یک دولت مرکزی قدرتمند تمام کشور را کنترل می‌کند و سیاست را اداره می‌کند) ایجاد کند، لازم بود که امیشی و مردم هایاتورا تحت سلطه خود درآورند.
سلسله‌های چینی متوالی ایده «مرکزگرایی چین» (中華思想) یا گاهی به عنوان مترادف «کایشیسو» (華夷思想) تلقی می شود، اما «کایشیسو» گاهی به عنوان اصطلاحی استفاده می شود که تأکید بیشتری بر کنار گذاشتن بربرها دارد. را به عنوان فلسفه اساسی دیپلماسی و حکومت داری داشتند. این یک جهان‌بینی متحدالمرکز است که در آن مرکز چین، جایی که امپراتور در آن قرار دارد، چوکا "  (به معنی چین مرکز جهان) است و با دور شدن از آن، مناطق توسط مردمان وحشی سکنی می‌شوند. بر اساس این تصور، محل زندگی امپراتور و دست نشاندگانش «کنای» و سرزمین خارج از آن منطقه که خارج از کنترل امپراتور بود، «کگای» نامیده می‌شد.
«کگای» به قبایل بربری به نام‌های تویی در شرق، نانبان در جنوب، سیجو در غرب و هوکوتکی در شمال اشاره داشت. (بانزوکو: مردم بربر) به مردمی گفته می‌شود که در این چهار جهت زندگی می‌کردند. در تاریخ هان متاخر یا «هو هان شو» که تاریخ سلسله هان متأخر در چین باستان را ثبت می‌کند، بخشی که ژاپن و کره را توصیف می‌کند، «تو ای دن» Toiden بربرهای که در شرق زندگی می کنند، نامیده می‌شود.
در واقع در ژاپن به دنبال این عقیده، سرزمین تحت کنترل امپراتور را کا-نای و ناحیه خارج از آن را کا-گای می‌نامیدند. به‌طور خاص، منطقه توهوکو و هوکایدو، جایی که مردم ازو که از دربار امپراتوری اطاعت نمی‌کنند، «ایتکی» (سرزمینی که قبایل بربر از شرق و شمال در آن زندگی می‌کنند) و کیوشو جنوبی، جایی که مردم هایاتو در آن زندگی می‌کنند نامیده می‌شوند. «ابیسو» (سرزمینی که قبایل بربر از غرب در آن زندگی می‌کنند) نامیده می‌شوند.
جنگ علیه امیشی و هایاتو بر اساس این ایده انجام شد که این کار درستی است که با تحت سلطه درآوردن بربرهای ساکن در سرزمین‌های خارجی و گسترش حکومت امپراتور در سراسر کشور انجام شود.
تاریخ نبرد بین مردم ازو و دولت یاماتو (سیستم حاکم مشترک خانواده‌های حاکم قدرتمند قبل از تأسیس دربار امپراتوری) قدیمی است و نیهون شوکی (قدیمی‌ترین کتاب تاریخ ژاپن) توسط دربار امپراتوری در دوره نارا گردآوری شده است، نیز ذکر شده است. در اوایل قرن دوم، دوازدهمین امپراتور ژاپن، امپراتور کیکو، پسرش، یاماتو تاکه‌رو (۷۲ – ۱۱۳)، را به بخش شرقی ژاپن فرستاد تا ولایت موتسو (استان فوکوشیما کنونی و استان فوکویی) را فتح کند. گفته می‌شود که او امیشی را تحت سلطه خود درآورده است.
با این حال، بر اساس نتایج تحقیقات امروزه، گفته می‌شود که منطقه توهوکو تا نیمه دوم قرن چهارم در واقع تحت کنترل پادشاهی یاماتو قرار نگرفت. حتی پس از اینکه تحت کنترل دولت یاماتو قرار گرفت، ازو بارها شورش کرد. دربار امپراتوری به منظور رقابت با امیشی‌ها، «نوتاری» (نزدیک شهر نیگاتا کنونی) را در سال ۶۴۷ (سال سوم تایکا) و «ایوافونه» (نزدیک شهر نیگاتا کنونی) در سال ۶۴۸ تأسیس کرد. سال چهارم تایکا) قلعه‌ای در شهر موراکامی، نیگاتا کنونی در استان نیگاتا ایجاد شد.
در سال ۶۵۸ (سال چهارم امپراتریس کوگیوکو)، شوگون آبه نو هیرافو، ناوگانی را در یک لشکرکشی را علیه میشی‌هاسه (قومی در شمال ژاپن و هوکایدو) رهبری کرد. طیف وسیعی از ازو، از جمله آگیتا (شهر آکیتا کنونی)، نوشیرو (شهر نوشیرو کنونی، استان آکیتا) و تسوگارو (استان آئوموری غربی کنونی) را تسلیم کرد.
پس از آن، دربار امپراتوری به تقویت کنترل خود بر منطقه توهوکو با قدرت نظامی خود ادامه داد. ابتدا حصارهای قلعه در نقاط مختلف ساخته شد و مردم هوکوریکو و کانتو به منظور محافظت از آنها و پاکسازی اطراف (کایکون: پاکسازی کوه‌ها، جنگل‌ها و مزارع برای ایجاد زمین‌های کشاورزی) به آن‌ها «کینونه» (Kinohe) می‌گفتند. آنها مهاجران نامیده شده و به این مناطق مهاجرت کردند و آنها را به مأموریت منصوب کردند. از سوی دیگر، آنها اقدامات کنترلی کاملی را مانند جابجایی اجباری مردم ازو که به آنها تسلیم شده‌اند به مناطق دیگر انجام دادند.

## شروع قیام
در سال ۷۰۸ (سال اول وادو)، یک حصار قلعه در ولایت دوا (منطقه شونای ja:庄内地方 فعلی در استان یاماگاتا) ساخته شد و سال بعد امیشی‌ها در این منطقه قیام کرد. در سال ۷۲۰ نیز قیامی رخ داد (سال چهارم یورو) و مقام‌های ولایت دوا کشته شدند. به این ترتیب درگیری شدیدتر شد.
در سال ۷۲۴، دربار امپراتوری، قلعه تاگا را در شهر تاگاجو، میاگی امروزی، استان میاگی به عنوان پایگاهی در سمت اقیانوس آرام ساخت. این یک حصار قلعه غول پیکر است که تقریباً ۸۸۰ متر از شرق به غرب و ۷۰۰ تا ۱۰۰۰ متر از شمال به جنوب را پوشش می‌دهد و یک پایگاه نظامی برای آماده‌سازی برای نبرد با امیشی است و در همان زمان یک پایگاه سیاسی نیز بود. که بر کل ولایت موتسو حکومت می‌کرد.
در سال ۷۳۳ (سال پنجم تنپیو)، حصار قلعه دوا در سمت دریای ژاپن به شمال منتقل شد و قلعه آکیتا در ولایت دوا به عنوان یک پایگاه سیاسی و نظامی ساخته شد. پس از آن قلعه مونوئو (桃生城)ja:桃生城 (شهر فعلی ایشینوماکی، میاگی، استان میاگی) و «قلعه اوکاچی» ja:雄勝城 (شهر یوکوته، آکیتا فعلی، استان آکیتا) را ساختند. دربار به کنترل توهوکو ادامه داد.

## نبرد نهایی با ازو (امیشی)
چهل و نهمین امپراتور ژاپن امپراتور کونین که در سال ۷۷۰ (سال اول هوکی) بر تخت نشست، خصومت خود را نسبت به ازو بیشتر کرد و در سال ۷۷۴ (سال پنجم هوکی)، به اوتومو نو سوروگامارو دستور داد تا امیشی را فتح کند.
در پاسخ، ارتش ازو به سمت قلعه مونوئه پیشروی کرد. از آن زمان به بعد، نبرد ۳۸ ساله تا ۸۱۱ (سال دوم کونین) به طول کشید و «جنگ ۳۸ ساله» نامیده می‌شود.

## دوره اول (۷۷۴–۷۷۸)
پس از اینکه دربار امپراتوری امیشی را که به قلعه مونوئه حمله کرده بودند، تحت سلطه خود درآورد، امیشی در سراسر منطقه توهوکو قیام کرد و نبردهای محلی درگرفت.
سرانجام، قلعه ایساوا (نزدیک شهر اوشو، ایواته امروزی، استان ایواته) پایگاهی برای ارتش ایزو شد. تصور می‌شود که این دوره از جنگ در حدود سال ۷۷۸ (سال نهم هوکی) پایان یافته است.

## دوره دوم (۷۸۰–۷۸۱)
کوره‌هاری/کوره‌هارو نو آزامارو، رئیس ازو که در «ناحیه ایجی» (نزدیک شهر کوریهارا، میاگی امروزی، استان میاگی) زندگی می‌کرد، در ابتدا با دربار امپراتوری همکاری داشت.
اما در سال ۷۸۰ (سال یازدهم هوکی) ناگهان شورش کرد و کی نو هیروزومی ja:紀広純 معاون کل ارتش امپراتوری و دیگران را کشت. همچنین، به تبعیت از او «فوشو» (俘囚 ja:俘囚 (مردم ازو که در دربار امپراتوری به عنوان اسیر جنگ خدمت می‌کردند) به قلعه تاگا حمله کردند. به این شورش هوکی می‌گویند.
دربار امپراتوری فوجیوارا نو اوگورومارو را به‌عنوان سیتو تای شوگون منصوب کرد (عنوانی که در چین به‌کار می‌رفت، فرمانده کل ارتش که توئی (شرق) را فتح کرد)، و سال بعد او شورش در ارتش را سرکوب کرد.

## دوره سوم (۷۸۹–۸۰۳)

### فتح هشتمین سال انریاکو
در سال ۷۸۹ (سال هشتم انریاکو)، ژنرال بزرگ سیتو، کی نو کوسامی، تهاجم گسترده‌ای را به ازو آغاز کرد. آنها به ایساوا، دژ امیشی حمله کردند، اما به دلیل ضد حمله شدید توسط آته‌روی، ژنرال ارتش امیشی، شکست سختی را متحمل شدند.

### فتح سال سیزدهم انریاکو
در سال ۷۹۱ (انریاکو ۱۰)، اوتومو نو اوتومارو   «سی تای شوگون» (فرمانده کل ارتش فتح ازو) نام گرفت و  یک ارتش با ساکانواوئه  نو تامورامارو و دیگران به عنوان معاون ژنرال تشکیل داد. در سال ۷۹۴ (سال سیزدهم انریاکو )، ۱۰۰۰۰۰ سرباز دربار امپراتوری ارتش امیشی را شکست دادند.

### فتح سال بیستم انریاکو
در سال ۸۰۱ (انریاکو ۲۰)، ساکانواوئه  نو تامورامارو به عنوان سی ای تای شوگون به یک لشکرکشی رفت و ارتش امیشی را شکست داد. او ایساوا را تصرف کرد و قلعه ایساوا (قلعه ایساوا) را  به عنوان پایگاهی برای دربار امپراتوری تبدیل ساخت.

### ساکانوئه تامورامارو وآته‌روی
در حالی که ساکانواوئه  نو تامورامارو از نیروی نظامی برای سرکوب دشمن استفاده می‌کرد، از طرف دیگر رهبران امیشی را متقاعد به صلح کرد و با آشتی مسالمت‌آمیز پیش رفت.
در سال ۸۰۲ (سال بیست و یکم انریاکو )، زمانی که بیش از ۵۰۰ نفر از ارتش امیشی، از جمله آته‌روی، تسلیم شدند، ساکانواوئه  نو تامورامارو معتقد بود که استفاده از قدرت آته‌روی برای آرام کردن منطقه توهوکو موثرتر خواهد بود و او را به کیوتو برد.
آته‌روی سپس از دربار امپراتوری تقاضای زندگی و آزادی خود کرد، اما اشراف که به ایدئولوژی چینی که «ازو بربر هستند» وسواس داشتند، این درخواست را رد کردند. آته‌روی اعدام شد.
سال بعد، در سال ۸۰۳ (سال بیست و دوم انریاکو)، ساکانواوئه  نو تامورامارو،  قلعه شیوا را در شهر موریوکا، ایواته امروزی ساخت و خط اتصال استان آکیتا و موریوکا، امروزی تحت کنترل دربار امپراتوری قرار گرفت.

### لغو دو پروژه بزرگ
پس از آن، برنامه‌ریزی‌هایی برای حرکت به سمت شمال انجام شد، اما در آن زمان ساخت هیانکیو و عملیات نظامی در مقیاس بزرگ فشار زیادی را بر امور مالی دربار امپراتوری وارد می‌کرد. در سال ۸۰۵ (انریاکو ۲۴)، امپراتور کانمو توقف ساخت هیانکیو و تسخیر ایزو را اعلام کرد.

## دوره چهارم (۸۱۱)
نبردهای پس از آن ادامه یافت، اما در سال ۸۱۱ (سال دوم کونین)، «سی ای تای شوگون»، فونیا نو واتامارو، سرانجام پس از فتح هیمورا ja:閉伊郡 (بخش شرقی استان ایواته و روستای نیساتسوتای (بخش شمالی استان ایواته) به مقاومت امیشی پایان داد. بدین ترتیب، «جنگ ۳۸ ساله» پایان یافت و دربار امپراتوری کنترل اکثر مناطق هونشو، شیکوکو و کیوشو را به دست گرفت و دربار امپراتوری را به عنوان یک دولت متمرکز تکمیل کرد.